# Hüseyin Kala
Hüseyin Kala (* 5. Mai 1987 in Antakya) ist ein türkischer ehemaliger Fußballspieler.

## Karriere
Hüseyin Kala begann mit dem Vereinsfußball in der Jugendabteilung von Karayılan Belediyespor. Hier wurde er im Sommer 2005 Profispieler und spielte auf Anhieb in der Stammformation. Er wechselte vier Jahre später in die Jugend von Beypazarı Şekerspor. Nach einer Saison wechselte er zu Hatayspor. Hier blieb er lediglich eine halbe Spielzeit und wechselte danach zu Beypazarı Şekerspor. In seinem neuen Verein konnte er sich sofort durchsetzen und zählte fortan zu den Leistungsträgern seines Teams. In der Saison 2009/10 erzielte er als Mittelfeldspieler in 34 Ligapartien 11 Tore und geriet so ins Visier diverser Talentjäger.
So wechselte er zur neuen Saison zum Erstligisten Kasımpaşa. Hier kam er bereits in seiner ersten Saison zu regelmäßigen Einsätzen. Er stieg zum Saisonende mit seiner Mannschaft in die TFF 1. Lig ab. Im Frühjahr 2014 wechselte Kala innerhalb der Süper Lig zu Kayseri Erciyesspor. Zusammen mit seinem Teamkollegen Fazlı Kocabaş wechselte er zur Saison 2014/15 zum Zweitligisten Adana Demirspor.
Im Sommer 2016 wurde er vom Zweitligisten Şanlıurfaspor verpflichtet. Dort spielte er, mit einer Saison Unterbrechung, bis zum Juli 2021.

## Erfolge
Mit Kasımpaşa Istanbul
- Playoff-Sieger der TFF 1. Lig und Aufstieg in die Süper Lig: 2011/12